# Істанбул Парк
Істанбул Парк (тур. İstanbul Park, тур. İstanbul Otodrom) — гоночна траса в Стамбулі, Туреччина, використовується для проведення перегонів Формули-1 Гран-прі Туреччини. Після недавнього викупу автодрому «Асоціацією Формули-1» (англ. Formula One Association), на цьому треку проводяться виключно гонки серії Формула-1.

## Історія
Автодром був спроєктований Германом Тільке. На будівництво було витрачено 230 млн. $. Траса розташована в азійській частини Стамбула, поруч з автострадою Стамбул-Анкара, недалеко від нового міжнародного аеропорту імені Сабіха Гекчен.
Істанбул Парк був відкритий 21 серпня 2005 року, безпосередньо до першого Гран-прі Туреччини, в якому перемогу здобув пілот «McLaren» Кімі Ряйкконен. Через рік поул і перемогу здобув Феліпе Маса («Ferrari»), повторив свій успіх в сезоні 2007 року.

## Інфраструктура
У цей час турецький автодром є одним з найсучасніших у світі. Місткість головної трибуни становить 25 000 осіб, а загальна місткість досягає 155 000 глядачів. Паддок побудований у два рівні — перший рівень відданий гоночним командам, на другому рівні розташовані структури для глядачів на 5 000 місць. В кінці паддоку розташовані дві 7-поверхові башти для VIP-персон.

## Конфігурація

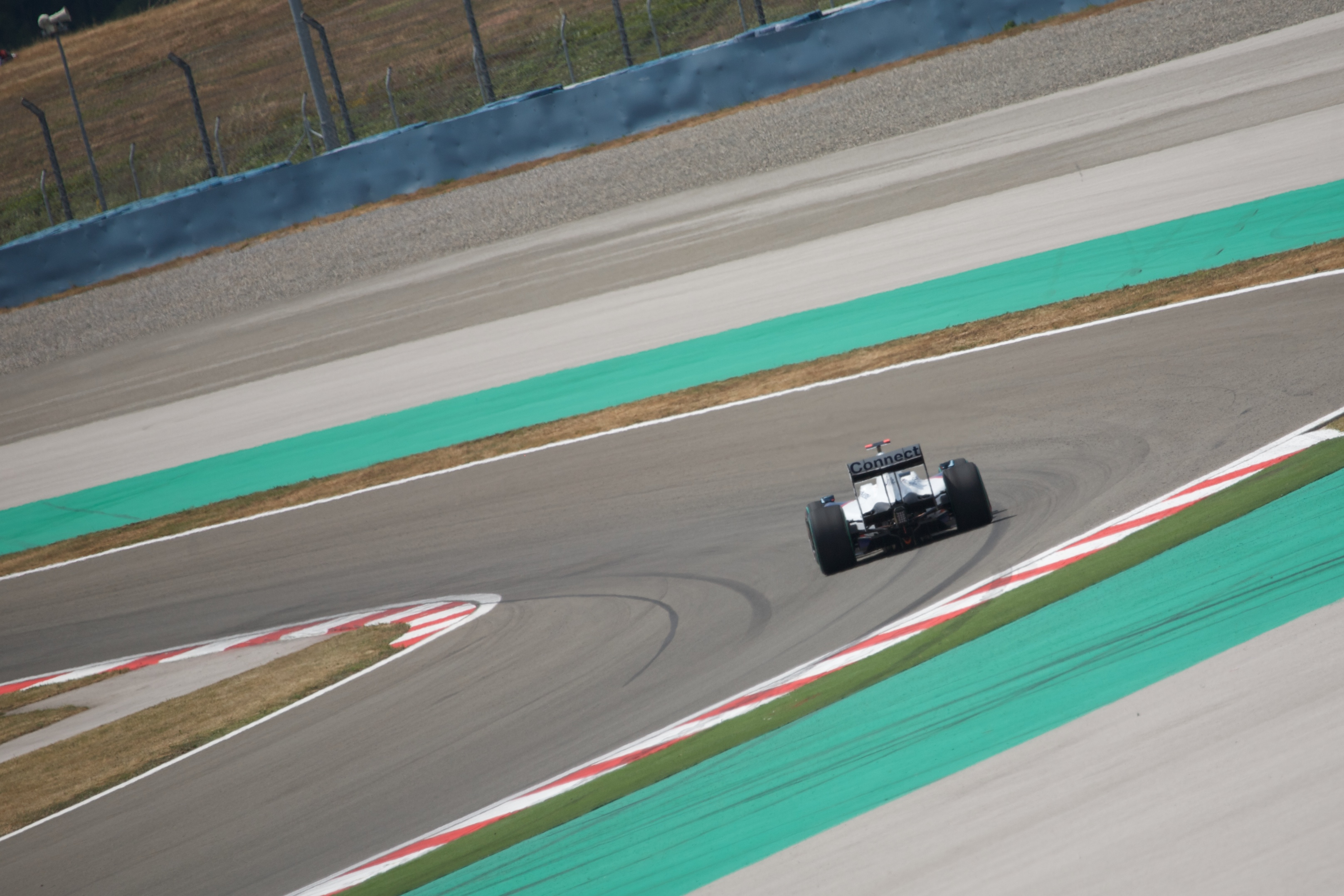
Роберт Кубіца на восьмому повороті

Автодром Істанбул Парк один з небагатьох, на яких перегони проходять проти годинникової стрілки (у сезоні 2009 року таких автодромів було чотири — Істанбул Парк, Марина Бей, Інтерлагос і Яс Марина). Гоночна траса довжиною 5338 метрів і середньою шириною 15 метрів (у межах від 14 до 21,5 метра) нараховує 14 поворотів. Радіус самого крутого повороту траси становить 15 метрів. Довжина прямої старт/фініш — 655,5 метрів. Максимальна швидкість на трасі може скласти 320 кілометрів на годину. Трасі властиві великі перепади висот.
Найцікавішими поворотами вважаються 1 і 8 (повороти на Істанбул Парку поки не носять назв). Поворот 1 — крутий лівий поворот після стартової прямої, що отримав прізвисько «турецький штопор» за аналогією з відомим поворотом Corkscrew на легендарній трасі Лагуна Сека. Поворот 8 — швидкісний поворот з 4 апексами, порівнюють з легендарним l'Eau Rouge на Спа-Франкоршам.

## Переможці Гран-прі
| Рік  | Пілот             | Конструктор       | Докладніше |
| ---- | ----------------- | ----------------- | ---------- |
| 2011 | Себастьян Феттель | Red Bull-Renault  | Результати |
| 2010 | Льюїс Гамільтон   | Макларен-Мерседес | Результати |
| 2009 | Дженсон Баттон    | Браун-Мерседес    | Результати |
| 2008 | Феліпе Масса      | Феррарі           | Результати |
| 2007 | Феліпе Масса      | Феррарі           | Результати |
| 2006 | Феліпе Масса      | Феррарі           | Результати |
| 2005 | Кімі Ряйкконен    | Макларен-Мерседес | Результати |